# Huset Nassau
Huset Nassau er et tysk fyrstehus, der opstod omkring 1159, da greverne af Laurenburg begyndte at kalde sig grever af Nassau.
Der har været adskillelige sidelinjer, der forgrenede sig ud fra to hovedlinjer: den ottoniske linje og den walramiske linje af Huset Nassau.
Kongerne og de regerende dronninger af Kongeriget Nederlandene efter 1815 nedstammer fra den ottoniske linje. Oranje-Nassau indgår i navnet på det hollandske kongehus.
Storhertugerne og de regerende storhertuinger af Luxembourg efter 1890 nedstammer fra den walramiske linje. Nassau-Weilburg indgår i navnet på det storhertuglige hus.

## De første grever af Nassau
- Henrik 2. af Nassau kendt som Henrik den rige af Nassau (omkring 1190–omkring 1251) blev greve af Nassau i 1198. Han var gift med den nederlandske Mathilde af Geldern-Zütphen. Deres første søn (Walram 2. af Nassau)  grundlagde den walramiske linje af Huset Nassau, mens deres tredje søn (Otto 1. af Laurenburg-Nassau) grundlagde husets ottoniske linje.

## Den walramiske linje af Huset Nassau
Frem til 1866 havde denne linje besiddelser i Tyskland (især i Nassau). I 1890 erhvervede linjen Storhertudømmet Luxembourg.
Et medlem af linjen (Adolf af Nassau) var kortvarigt Tysklands konge.
- Walram 2. af Nassau (omkring 1220 – 24. januar 1276) var greve af Nassau fra 1251, fra 1255 var han dog kun greve af de dele af Nassau, der ligger syd for floden Lahn. Walram 2. af Nassau grundlagde den walramiske linje af Huset Nassau.
- Adolf af Nassau (født før 1250 – død 2. juli 1298) var Tysklands konge fra 1292 til 1298.
- Gerlach 1., greve af Nassau-Wiesbaden-Idstein-Weilburg (født før 1283 – død 1361) var greve af Nassau-Wiesbaden-Idstein-Weilburg fra 1305 til 1344. Fra 1305 til 1361 var han også greve af Nassau-Sonnenberg.

### Den ældre linje Nassau-Weilburg
- Johan 1., greve af Nassau-Weilburg (1309–1371) var regerende greve af Nassau-Weilburg fra 1346 og fyrstelig greve fra 1366. Han var grundlægger af den ældre linje Nassau-Weilburg.
- Philip 1., greve af Nassau-Saarbrücken-Weilburg (1368–1429) var regerende greve af Nassau-Weilburg fra 1371 og af Nassau-Saarbrücken fra 1381 til 1429.
- Philip 2., greve af Nassau-Weilburg (1418 – 1492 ) var regerende greve fra 1442 til 1492.
- Johan 3. af Nassau-Weilburg (1441 – 1480) var en greve, der var medregent af Nassau-Weilburg i 1470 – 1480.
- Ludvig 1., greve af Nassau-Weilburg (1466–1523) var regerende greve fra 1492.
- Philip 3., greve af Nassau-Weilburg (1504–1559) var regerende greve. Sammen med sin ældste søn gennemførte han Reformationen i sine lande.
- Albrecht af Nassau-Weilburg-Ottweiler (1537–1593) var regerende greve. Sammen med sin far gennemførte han Reformationen i sine lande.
- Ludvig 2. af Nassau-Weilburg (1565–1627) var stamfader til flere linjer af Huset Nassau.

### Den yngre linje Nassau-Weilburg
- Ernst Casimir af Nassau-Weilburg (1607–1655) var grundlægger af den yngre linje Nassau-Weilburg.
- Frederik af Nassau-Weilburg (1640–1675) var fyrstelig greve af Nassau-Weilburg fra 1655, og han regerede fra 1663 til 1675.
- Johan Ernst af Nassau-Weilburg (1664–1719) var fyrstelig greve af Nassau-Weilburg.
- Karl August af Nassau-Weilburg (1685–1753) var greve af Nassau-Weilburg fra 1719 til 1737 og derefter fyrste til 1753.
- Karl Christian af Nassau-Weilburg (1735–1788) var fyrste af Nassau-Weilburg fra 1753 til 1788.
- Frederik Vilhelm af Nassau-Weilburg (1768 – 1816), fyrste af Nassau-Weilburg. 1788 – 1839.
- Vilhelm 1. af Nassau (1792 – 1839), hertug af Nassau 1816 – 1839.
- Adolf 1. af Luxembourg (1817 – 1905), hertug af Nassau 1839 – 1866, storhertug af Luxembourg 1890 – 1905.
- Vilhelm 4. af Luxembourg (1852 – 1912), storhertug af Luxembourg 1905 – 1912.

## Den ottoniske linje af Huset Nassau
Denne linje havde besiddelser i Tyskland (især i Nassau), i nutidens Benelux (dvs. datidens Nederlandene) (bl.a. Holland og Frisland) samt i den sydøstlige del af nutidens Frankrig (fyrstendømmet Oranje). 
Fra 1815 er deres efterkommere konger og regerende dronninger af Kongeriget Nederlandene.
- Otto 1. af Laurenburg-Nassau (omkring 1225 – 1289) var grundlægger af den ottoniske linje af Huset Nassau.
- Henrik 1. af Nassau-Siegen (omkring 1270 – 134).
- Otto 2. af Nassau-Siegen (omkring 1305 – 1350).
- Johan 1. af Nassau-Dillenburg (omkring 1339 – 1416).
- Engelbert 1. af Nassau-Dillenburg (1370 – 1442), gift med den velhavende Johanna van Polanen (1392–1445) (arving til  blandt andet Breda i Noord-Brabant). I 1425 grundlagde han (som rådgiver for hertug Anton af Brabant) Katholieke Universiteit Leuven.
- Johan 4. af Nassau-Dillenburg (1410 – 1475) var greve af Nassau-Dillenburg, Nassau-Breda, Vianden og Nassau-Dietz fra 1442 til 1475. Han var general for Filip den Gode og Karl den Dristige. Som tak fik han høje poster i hertugernes franske og nederlandske besiddelser.
- Johan 5. af Nassau-Vianden-Dietz (1455 – 1516) var greve af Nassau-Dillenburg fra 1475 til 1516. Han blev statholder af Gelderland og Zutphen i 1504. Samme år arvede han også Breda i Noord-Brabant og Vianden i Luxembourg.
- Vilhelm 1. af Nassau-Dillenburg, kendt som Vilhelm den Rige (1487 – 1559); gennemførte reformationen i sine lande i 1533; far til Vilhelm den Tavse, der var leder af det hollandske oprør mod Spanien og regerende fyrste af Oranje.
- Johan 6. af Nassau-Dillenburg kaldt den Ældre, (på hollandsk: Jan de Oude) (1536 – 1606), var statholder i Gelderland fra 1578 til 1581. Fra 1559 regerede han Nassau-Dillenburg, i 1579 stiftede han Unionen i Utrecht.
- Ernst Casimir af Nassau-Diez (1573 – 1632) var greve af Nassau-Diez i 1607-1632. Desuden var han statholder i Frisland, Groningen og Drenthe.
- Vilhelm Frederik af Nassau-Diez (1613 – 1664), fyrste af Nassau-Diez (1654 – 1664), statholder i Frisland (1640 – 1664), Groningen og Drenthe (1650 – 1664).
- Henrik Casimir 2. af Nassau-Diez (1657 – 1696), arvestatholder af Frisland fra 1676, desuden statholder af Groningen og Drenthe.
- Johan Vilhelm Friso af Nassau-Diez (1687 – 1711), arvestatholder af Frisland mv.
- Vilhelm 4. af Oranien (1711 – 1751), arvestatholder af Republikken af de syv forenede Nederlande eller provinser i 1746 – 1751.
- Vilhelm 5. af Oranien (1748 – 1806), arvestatholder af Republikken af de syv forenede Nederlande eller provinser i 1751 – 1795.
- Vilhelm 1. af Nederlandene (1772 – 1843), konge af Nederlandene og storhertug af Luxembourg i 1815 – 1840, gift med Wilhelmine af Preussen (1774 – 1837), gift med Henriette d'Oultrement (1792 – 1864).
- Vilhelm 2. af Nederlandene (1792 – 1849), konge af Nederlandene og storhertug af Luxembourg i 1840 – 1849, gift med Anna Pavlovna af Rusland (1795 – 1865).
- Vilhelm 3. af Nederlandene (1817 – 1890), konge af Nederlandene og storhertug af Luxembourg i 1849 – 1890, gift med Sophie af Württemberg (1818 – 1877), gift med Emma af Waldeck-Pyrmont (1858 – 1934), enkedronning Emma var Nederlandenes regent i 1890 – 1898.
- Vilhelmine af Nederlandene (1880 – 1962), dronning af Nederlandene i 1890 – 1948, regerede fra 1898, gift med Henrik af Mecklenburg-Schwerin (1876 – 1934).

## Efter 1815 i Nederlandene og Luxembourg

### Den hollandske kongerække efter 1815
I 1815 – 1890 var de nederlandske konger også storhertuger af Luxembourg.
- 1815 – 1840: Vilhelm 1. af Nederlandene (1772 – 1843), gift med Wilhelmine af Preussen (1774 – 1837), gift med Henriette d'Oultrement (1792 – 1864).
- 1840 – 1849: Vilhelm 2. af Nederlandene (1792 – 1849), gift med Anna Pavlovna af Rusland (1795 – 1865).
- 1849 – 1890: Vilhelm 3. af Nederlandene (1817 – 1890), gift med Sophie af Württemberg (1818 – 1877), gift med Emma af Waldeck-Pyrmont (1858 – 1934), dronning Emma var Nederlandenes regent i 1890 – 1898.
- 1890 – 1948: Vilhelmine af Nederlandene (1880 – 1962), gift med Henrik af Mecklenburg-Schwerin (1876 – 1934).
- 1948 – 1980: Juliana af Nederlandene (1909 – 2004), gift med prins Bernhard af Nederlandene (1911 – 2004).
- 1980 – 2013: Beatrix af Nederlandene født 1938, gift med Claus van Amsberg (1926 – 2002).
- 2013 – nu: Willem-Alexander af Nederlandene født 1967, gift med Máxima af Nederlandene født 1971.
  - tronfølger Catharina-Amalia af Nederlandene fyrstinde af Oranje, født 2003.

### De luxembourgske storhertuger og storhertuginder efter 1890
I 1815–1890 var de hollandske konger også storhertuger af Luxembourg.
- 1890 – 1905: Adolf 1. af Luxembourg (1817 – 1905), gift med Adelheid Marie af Anhalt-Dessau (1833 – 1916).
- 1905 – 1912: Vilhelm 4. af Luxembourg (1852 – 1912), gift med Marie Anne af Portugal (1861 – 1942).
- 1912 – 1919: Marie-Adélaïde af Luxembourg (1894 – 1924), ugift.
- 1919 – 1964: Charlotte af Luxembourg (1896 – 1985), gift med Felix af Bourbon-Parma (1893 – 1970).
- 1964 – 2000: Jean af Luxembourg (1921 – 2019), gift med Joséphine-Charlotte af Luxembourg (1927 – 2005).
- 2000 – nu: Henri af Luxembourg født 1955, gift med Maria Teresa af Luxembourg født 1956.
  - tronfølger Guillaume af Luxembourg født 1981, gift med Stéphanie af Luxembourg født 1984.